# Allainville (Yvelines)
Allainville je francouzská obec v departmentu Yvelines v regionu Île-de-France.

## Geografie
Sousední obce: Paray-Douaville, Chatignonville, Garancières-en-Beauce, Garancières-en-Beauce, Sainville a Paray-Douaville.
K obci patří i samoty Hattonville a Obville.

## Historie
Místo bylo osídleno už v galo-římské době - Villa Alleni.

## Památky
- kostel sv. Petra ze 13. století

## Vývoj počtu obyvatel
Počet obyvatel